# Giacomo Guido Ottonello
Giacomo Guido Ottonello (* 29. srpna 1946, Masone) je italský římskokatolický arcibiskup, který je byl v letech 2017–2022 apoštolským nunciem na Slovensku.